# Kolektivizacija v Sovjetski zvezi
Sovjetska zveza je uvedla kolektivizacijo (rusko: Коллективизация) svojega kmetijskega sektorja med letoma 1928 in 1940 med vladanjem Josifa Stalina. Kolektivizacija je bila del prvega petletnega načrta. Cilj politike je bil integracija posameznih posesti in delavcev v kolektivne in državne kmetije: kolhoze in sovhoze. Sovjetsko vodstvo je samozavestno pričakovalo, da bo zamenjava individualnih kmečkih kmetij s kolektivnimi nemudoma povečala preskrbo s hrano za mestno prebivalstvo, oskrbo s surovinami za predelovalno industrijo in izvoz kmetijstva prek državnih kvot za posameznike, ki delajo na kolektivnih kmetijah. Načrtovalci so kolektivizacijo obravnavali kot rešitev za krizo kmetijske distribucije (predvsem pri dobavi žita), ki se je razvila od leta 1927. Ta problem je postal še bolj pereč, ko je Sovjetska zveza napredovala s svojim ambicioznim programom industrializacije, kar pomeni, da je bilo treba proizvesti več hrane, da bi sledili povpraševanju v mestih.    
V zgodnjih tridesetih letih dvajsetega stoletja se je več kot 91 % kmetijskih zemljišč kolektiviziralo, saj so podeželska gospodinjstva vstopila v kolektivne kmetije s svojo zemljo, živino in drugim premoženjem. V obdobju kolektivizacije je bilo več lakote, mnogo zaradi pomanjkanja sodobne tehnologije v takratni ZSSR in namernega ukrepanja vlade. Število smrtnih žrtev, ki so ga navedli strokovnjaki, se giblje od 4 do 7 milijonov.  